# Henna Johansson
Henna Katarina Johansson (* 1. Mai 1991 in Gällivare) ist eine schwedische Ringerin. Sie wurde 2012 Europameisterin im freien Stil in der Gewichtsklasse bis 67 kg Körpergewicht.

## Werdegang
Henna Johansson wuchs in Gällivare auf und begann dort als Kind mit dem Turnen. Schon 1996 kam sie zum Ringen und startet seither vor den Gällivare SK (SportKlubb). Ihr erster Trainer war Hakan Johansson. Seit 2010 wird sie von Fariborz Besarati trainiert.
Ihre ersten internationalen Wettkämpfe bestritt sie bereits als Juniorin. 2006 wurde sie nordische Juniorenmeisterin in der Gewichtsklasse bis 52 kg, musste sich aber bei der Junioren-Europameisterschaft (Cadets) in Istanbul in der gleichen Gewichtsklasse mit dem 10. Platz begnügen. Bereits ein Jahr später, 2007, wurde sie aber in Warschau in dieser Gewichtsklasse bereits Junioren-Europameisterin (Cadets). 2008 wiederholte sie in Daugavpils diesen Erfolg, allerdings in der Gewichtsklasse bis 60 kg. Bei der Junioren-Weltmeisterschaft dieses Jahres in Istanbul belegte sie in der Gewichtsklasse bis 63 kg den 3. Platz.
2009 startete Henna Johansson in Vilnius erstmals bei einer Europameisterschaft der Frauen und belegte dort in der Gewichtsklasse bis 63 kg hinter Monika Ewa Michalik aus Polen und Aljona Kartaschowa aus Russland, gemeinsam mit der Deutschen Stefanie Stüber den 3. Platz. Im August des Jahres 2009 wurde sie dann in Ankara erstmals Junioren-Weltmeisterin.
Bei der Europameisterschaft 2010 in Baku musste sie einen kleinen Rückschlag hinnehmen, denn sie verlor dort in der Gewichtsklasse bis 63 kg nach einem Sieg über Monika Szerencse gegen Hanna Beljajewa aus Belarus, schied damit aus und kam nur auf den 8. Platz. Bei der Weltmeisterschaft 2010 in Moskau unterlag Hena Johansson zwar in der ersten Runde gegen die vielfache Weltmeisterin Kaori Icho aus Japan, erkämpfte sich danach aber mit Siegen über Chen Meng, China und Marianna Sastin aus Ungarn noch eine Bronzemedaille.
Die internationalen Meisterschaften des Jahres 2011 brachten für Henna Johansson Enttäuschungen. Bei der Europameisterschaft in Dortmund schied sie nach einer Niederlage gegen Laura Skujina aus Lettland schon nach der 1. Runde aus und belegte den 17. Platz und bei der Weltmeisterschaft in Istanbul verlor sie nach zwei Siegen gegen Elena Piroschkowa aus den Vereinigten Staaten und landete auf dem 16. Platz.
Bei der Europameisterschaft 2012 in Belgrad startete sie erstmals in der Gewichtsklasse bis 67 kg und gewann dort mit Siegen über Kristine Orbowa, Lettland, Ilana Kratisch, Israel, Dschanan Filipowa Manolowa, Bulgarien und Alla Tscherkassowa aus der Ukraine den Europameistertitel.
Es ist anzunehmen, dass Henna Johansson beabsichtigt, bei den Olympischen Spielen in London, wieder in der Gewichtsklasse bis 63 kg an den Start zu gehen, da die Gewichtsklasse bis 67 kg nicht auf dem olympischen Programm steht.
Sie war dann tatsächlich in London am Start und siegte in ihrem ersten Kampf über Aisuluu Tinibekow aus Kirgisistan. Dann traf sie jedoch auf die vielfache Weltmeisterin Kaori Icho aus Japan, gegen die sie verlor. Da diese das Finale erreichte, konnte sie in der Trostrunde weiterringen, verlor dort aber gegen die Ex-Weltmeisterin Martine Dugrenier aus Kanada und kam so nur auf den 10. Platz. 2012 war sie in der Gewichtsklasse bis 67 kg auch noch bei der Weltmeisterschaft im kanadischen Strathcona County am Start. Sie verlor dort aber gleich ihren ersten Kampf gegen Nadeschda Semenzowa aus Aserbaidschan und kam deshalb nur auf den 14. Platz.
Auch 2013 war für Henna Johansson, was die internationalen Meisterschaften betrifft, kein erfolgreiches Jahr. Sie kam im März 2013 bei der Europameisterschaft in Tiflis in der Gewichtsklasse bis 63 kg nach einer Niederlage gegen Hanna Beljajewa aus Aserbaidschan, die ihr Ausscheiden zur Folge hatte, auf den 15. Platz und erreichte bei der Weltmeisterschaft in Budapest in der gleichen Gewichtsklasse nach einer Erstrundenniederlage gegen die Chinesin Xiluo Zhuoma gar nur den 20. Platz.
Ein weitaus besseres Ergebnis erreichte sie im April 2014 bei der Europameisterschaft in Vantaa/Finnland. Sie siegte dort in der Gewichtsklasse bis 63 kg über Beatrice Oancea aus Rumänien, verlor dann gegen Maryja Mamaschuk aus Belarus, siegte über Maria Diana aus Italien und verlor im Kampf um eine Bronzemedaille gegen Dschanan Manolowa aus Bulgarien und kam damit auf den 5. Platz.

## Internationale Erfolge
| Jahr | Platz | Wettbewerb                                    | Gewichtsklasse | Ergebnisse |
| 2006 | 1.    | Nordische Junioren-Meisterschaft              | bis 52 kg      | vor Johanna Hautala, Finnland und Lise Blikeng, Norwegen |
| 2006 | 10.   | Junioren-EM (Cadets) in Istanbul              | bis 52 kg      | Siegerin: Wiktorija Kutakowa, Russland vor Dilek Atakol, Türkei |
| 2007 | 1.    | Junioren-EM (Cadets) in Warschau              | bis 52 kg      | vor Anastasja Grigorjewa, Lettland und Julia Blahinja, Ukraine |
| 2008 | 1.    | Junioren-EM (Cadets) in Daugavpils            | bis 60 kg      | vor Aline Focken, Deutschland und Julia Alborowa, Russland |
| 2008 | 3.    | Junioren-WM in Istanbul                       | bis 63 kg      | nach einer Niederlage gegen Jekaterina Melnikowa, Russland und Siegen über Vassilliki Tsiiaka, Griechenland und Katerina Dombrowska, Polen                                            |
| 2009 | 3.    | Klippan-Ladies-Open                           | bis 63 kg      | hinter Stefanie Stüber, Deutschland und Monika Ewa Michalik, Polen |
| 2009 | 3.    | EM in Vilnius                                 | bis 63 kg      | hinter Monika Ewa Michalik und Aljona Kartaschowa, Russland, gemeinsam mit Stefanie Stüber                                                                                            |
| 2009 | 1.    | Großer Preis von Deutschland in Dormagen      | bis 63 kg      | vor Justine Bouchard, Kanada, Anastasja Bratschikowa, Russland und Paulina Grabowska, Polen                                                                                           |
| 2009 | 1.    | Junioren-Weltmeisterschaft in Ankara          | bis 63 kg      | nach Siegen über Ayaka Sato, Japan, Danielle Lappage, Kanada, Irina Netreba, Ukraine und Veronica Carlson, USA                                                                        |
| 2010 | 3.    | Klippan-Ladies-Open                           | bis 63 kg      | hinter Monika Ewa Michalik und Aljona Kartaschowa, gemeinsam mit Audrey Prieto, Frankreich                                                                                            |
| 2010 | 8.    | EM in Baku                                    | bis 63 kg      | nach einem Sieg über Monika Szerencse, Ungarn und einer Niederlage gegen Hanna Beljajewa, Belarus                                                                                     |
| 2010 | 3.    | Austrian-Ladies-Open in Götzis                | bis 63 kg      | hinter Yvonne Englich-Hees, Deutschland und Stacie Anaka, Kanada |
| 2010 | 3.    | Golden-Grand-Prix in Baku                     | bis 63 kg      | hinter Monika Ewa Michalik und Otschirbatyn Nasanburmaa, Mongolei |
| 2010 | 3.    | WM in Moskau                                  | bis 63 kg      | nach einer Niederlage gegen Kaori Icho, Japan und Siegen über Chen Meng, China und Marianna Sastin, Ungarn                                                                            |
| 2011 | 1.    | „Yasar-Dogu“-Memorial in Istanbul             | bis 63 kg      | vor Olesja Samaula, Aserbaidschan und Marianna Sastin |
| 2011 | 2.    | Klippan-Ladies-Open                           | bis 63 kg      | hinter Monika Ewa Michalik, vor Luz Clara Vazquez, Argentinien und Marianna Sastin |
| 2011 | 17.   | EM in Dortmund                                | bis 63 kg      | nach einer Niederlage gegen Laura Skujina, Lettland |
| 2011 | 3.    | Golden-Grand-Prix in Baku                     | bis 63 kg      | hinter Rio Watari, Japan und Gosal Sutowa, Aserbaidschan |
| 2011 | 1.    | „Ion-Corneanu“-Memorial in Târgoviște         | bis 63 kg      | vor Mihaela Panait, Rumänien, Marianna Sastin und Nathala Griman, Venezuela |
| 2011 | 16.   | WM in Istanbul                                | bis 63 kg      | nach Siegen über Maria Teresa Mendez, Spanien und Choe Jin-suk, Südkorea und einer Niederlage gegen Elena Piroschkowa, USA                                                            |
| 2012 | 2.    | „Dan-Kolow & Nikola-Petrow“-Memorial in Sofia | bis 63 kg      | hinter Johanna Mattsson, Schweden, vor Maryja Mamaschuk, Belarus und Monika Ewa Michalik                                                                                              |
| 2012 | 1.    | Golden-Grand-Prix in Klippan                  | bis 63 kg      | vor Monika Ewa Michalik, Erin Clodgo, USA und Natalja Sulimowa, Russland |
| 2012 | 1.    | EM in Belgrad                                 | bis 67 kg      | nach Siegen über Kristine Orbowa, Lettland, Ilana Kratysch, Israel, Dschanan Filipowa Manolowa, Bulgarien und Alla Tscherkassowa, Ukraine                                             |
| 2012 | 10.   | OS in London                                  | bis 63 kg      | nach einem Sieg über Aisuluu Tinibekow, Kirgisistan und Niederlagen gegen Kaori Icho, Japan und Martine Dugrenier, Kanada                                                             |
| 2012 | 14.   | WM in Stathcona County/Kanada                 | bis 67 kg      | nach einer Niederlage gegen Nadeschda Semenzowa, Aserbaidschan |
| 2013 | 3.    | Klippan-Lady-Open                             | bis 63 kg      | hinter Inna Traschukowa, Russland und Elif Jale Yesilirmak, Türkei |
| 2013 | 15.   | EM in Tiflis                                  | bis 63 kg      | nach einer Niederlage gegen Hanna Beljajewa, Aserbaidschan |
| 2013 | 1.    | Grand-Prix von Sassari/Italien                | bis 63 kg      | vor Jackeline Rentería Castillo, Kolumbien |
| 2013 | 3.    | Grand-Prix von Spanien in Madrid              | bis 63 kg      | hinter Elena Piroschkowa, USA und Jackeline Renteria Castillo |
| 2013 | 8.    | „Wacław-Ziółkowski“-Memorial in Spała         | bis 63 kg      | Siegerin: Maryja Mamaschuk, Belarus vor Monika Ewa Michalik |
| 2013 | 20.   | WM in Budapest                                | bis 63 kg      | nach einer Niederlage gegen Xiluo Zhuoma, China |
| 2013 | 2.    | Golden-Grand-Prix in Baku                     | bis 63 kg      | hinter Anastasija Grigorjeva, Lettland, vor Ragneta Gurbansade, Aserbaidschan und Rio Watari, Japan                                                                                   |
| 2013 | 4.    | Copa Brasil in Rio de Janeiro                 | bis 63 kg      | hinter Julia Bartnowskaja, Russland, Dailane Gomes do Reis und Lais Oliveira, beide Brasilien                                                                                         |
| 2014 | 3.    | Golden-Grand-Prix in Paris                    | bis 63 kg      | hinter Anastasija Grigorjeva und Laura Skujina |
| 2014 | 2.    | Klippan-Lady-Open                             | bis 63 kg      | hinter Anastasija Grigorjeva, vor Monika Ewa Michalik und Inna Traschukowa |
| 2014 | 5.    | EM in Vantaa/Finnland                         | bis 63 kg      | nach einem Sieg über Beatrice Oancea, Rumänien, einer Niederlage gegen Maryja Mamaschuk, einem Sieg über Maria Diana, Italien und einer Niederlage gegen Dschanan Manolowa, Bulgarien |
| 2014 | 1.    | Grand-Prix von Sassari                        | bis 63 kg      | vor Ilana Kratisch, Israel und Chloe Spitori, Großbritannien |

Erläuterungen
- alle Wettbewerbe im freien Stil
- OS = Olympische Spiele, WM = Weltmeisterschaft, EM = Europameisterschaft